# Mario de Jesús Báez
Mario de Jesús Báez (San Pedro de Macorís, República Dominicana, 18 de agosto de 1924-Ciudad de México, 25 de julio de 2008) fue un compositor y editor musical dominicano.

## Primeros años
Trabajó publicando artículos y ensayos sobre arte, especialmente de música en varios periódicos y revistas del país. Fungió como mensajero en aduanas y fue cronista de espectáculos para el periódico La Nación y en la Revista Salón Fígaro.
Se fue a vivir a la ciudad de Nueva York en 1948, en dónde fungió como redactor de la Revista Teatral y corresponsal de algunas publicaciones latinoamericanas. 
Trabajó con la editora de música Peer Internacional en 1950. En el año 1952 llega su primer éxito como compositor, el bolero "No toques ese disco" el cual fue grabado por Bienvenido Granda y la Sonora Matancera.

## Intérpretes que han grabado sus canciones
Entre los intérpretes que han grabado alguna de sus canciones están: Bienvenido Granda, Julio Iglesias, Plácido Domingo, Libertad Lamarque, Luis Miguel, Javier Solís, Marco Antonio Muñiz, Vicente Fernández, Los Panchos, Vikki Carr, Amalia Mendoza, Julio Jaramillo, Olga Guillot, María Victoria, Manolo Muñoz, Felipe Pirela, Olimpo Cárdenas, Virginia López, Pérez Prado, Eydie Gormé, Toña la Negra, Juan Mendoza, La Sonora Matancera, Antonio Prieto, Alberto Vázquez, María Luisa Landín, Flor Silvestre, Lucho Gatica, Lucía Méndez y Charytín.

## Premios y reconocimientos
- En 1950 fue ganador del premio Angel Viloria, otorgado en la ciudad de Nueva York.
- En 1959 fue galardonado con el premio "farándula" otorgado por la revista del mismo nombre.
- En el 1960 ganó el premio "Radiolandia" por la canción "Ayúdame Dios mío".
- En 1961 ganó el premio "Revista Teatral" por la canción "y" otorgado en Nueva York.
- En 1963 fue reconocido por Televisa en aquel entonces "Televicentro", por la canción "adelante".
- En el 1971 fue reconocido por la Asociación Nacional de Locutores, por su labor en la composición.
- En 1979 recibió el premio "el Dorado" otorgado en la República Dominicana.
- En 1980 recibió el "Guaicaipuro de oro" otorgado en Venezuela.
- En 1986 fue reconocido por sus 40 años en la composición, en el 17.º Festival Internacional Metztli de Plata.
- En el 1991 fue homenajeado en el reencuentro de la canción dominicana, por sus aportes a la cultura musical dominicana.
- En 1995 recibió el premio ASCAP por la composición regional mexicana más destacada “Ni con la vida te pago”, interpretada por Vicente Fernández.
- En 2006 fue homenajeado por la secretaria de Estado de turismo de la República Dominicana.
- En el año 2007 recibió la condecoración Orden al Mérito de Duarte, Sánchez y Mella en el grado de caballero.[2]